# Ice People
Ice People es una película documental dirigida por Anne Aghion sobre la investigación de Allan Ashworth y Adam Lewis en la Antártida. Producida por Dry Valleys Productions, esta película de 2008 muestra a los científicos descubriendo fósiles de hace 13.9 millones de años. La película se estrenó en el Festival Internacional de Cine de San Francisco en abril de 2008 y se proyectó en el Festival de Cine de Jerusalén en julio de 2008. Esta película se emitió en Sundance Channel en 2009.

## Sinopsis
Ice People lleva a Anne Aghion y su equipo a la Antártida, donde pasaron cuatro meses siguiendo las vidas de los profesores geólogos de la Universidad Estatal de Dakota del Norte, Allan Ashworth y Adam Lewis, así como al personal de la Estación McMurdo durante cuatro meses. Luego, el equipo de filmación siguió a los profesores y dos estudiantes universitarios al campo donde acamparon y filmaron en condiciones de frío extremo y vientos que oscilaron entre -50 °C / -60 °F y 0 °C / 32 °F. La película muestra al equipo científico recorriendo antiguos lakebeds vacíos con la esperanza de encontrar evidencia de plantas e insectos que demostrarían que el continente más frío del mundo alguna vez fue cálido y verde hace aproximadamente 14 a 20 millones de años.